# 이병임
이병임(李丙姙, 1936년 2월 11일 ~ 2021년 11월 4일)은 대한민국의 무용평론가이다.
본관은 우봉(牛峰)이며 일제 강점기 경성부 팔판정(現 대한민국 서울 팔판동)에서 태어났다. 1981년 도미, 미국 캘리포니아주 로스앤젤레스에 거주하였다. 

## 이력
이화여대에서 무용을 전공했으며 재학시절 경기도 예능지정학교인 인천여고에 무용강사로 취업, 이화여대 주최 무용콩쿨에서 종합우승을 수상했다. 대학 졸업후 풍문여고 무용교사를 거쳐 서라벌 예술대학에서 무용개론, 이화여대 대학원에서 무용평론법을 가르쳤고 한양대학교  교양학부 전임강사, 조교수를 지냈다.

## 경력
- 1968-1970년: 서라벌 예술대학 무용과 강사(무용개론)
- 1968-1974년 한양대학교 조교수(교양학부)
- 1968년-현재: 무용평론가, 주요 언론에 수백 편의 평론기고
- 1970-1972년: 이화여자대학원 강사(무용평론법)
- 1974-1976년: 대한무용학회 창립 및 초대 상임이사
- 1974년: 문공부 문화예술진흥원 (현 문화예술위원회) 무용용어 통일 심의위원
- 1983년-현재: 도미후 미주 주요 언론에 문화시론, 무용평 기고
- 1983-1999년: 미주한국무용협회 1-4대 회장 및 고문
- 1984년: Los Angeles Times지에 평론 <Glimpsing Korea’s Past Through Dance> 기고
- 1985년: 미주한국예술문화단체 총연합회 창립, 부회장
- 1989년: 올림픽 1주년기념 세계한민족예술대회(문공부, KBS주최) 미주대표 진달래어린이무용단공연 (국립극장)
- 1991-2011년: 미주한국예술문화단체 총연합회 3-10대 회장
- 1991-2011년: 대한민국 민주평화통일 LA지역 협의회 고문
- 1992년-현재: 미주 우리춤보전회 회장
- 1992년: <춤의 해> 심포지움 강사로 초빙, 이민문화의 나아갈 방향(인천시 문화회관)
- 1994-2008년: LA한인회 이사, 문화예술분과 위원장, 직능이사, 명예 이사, 자문위원
- 1995년: 광복 50주년 조국을 빛낸 해외동포 예술인(서울특별시 선정)
- 1995년: 서울특별시 명예시민 (조순 시장)
- 2008년: 한국문화예술위원회 국립예술자료원 <무용가 이병임편> 전시 (예술의 전당)
- 2009년-현재: 미주한국무용협회 명예회장
- 2013년: 이병임 무용평론활동 자료집 기증
- 2015-2017년: 미주한국예술문화단체 총연합회 12대 회장[2]
- 20017년-현재: 미주한국예술문화단체 총연합회 명예회장
- 2018년: 한국무용교수총연합회 주관 제 21회 천안국제무용제 한국을 빛낸 예술가상 수상 및 이병임 헌정공연 (이영희,양길순,인남순,이경화 등)

## 업적
1968년 대한일보에 조흥동의 무용평을 게재하면서 한국 최초의 여성 무용평론가로 데뷔,  70년대 무용계 평단을 독주하다 시피했다. 주요 매체에 수백편의 무용평, 문화시론을 기고, 대중들에게 “예술로서의 무용”을 소개했다. 비평문화의 정착, 무용예술의 나아갈 방향을 제시, 무용의 질적 향상에 기여하였다. 1960년대 말부터 대학에서 무용학개론과 평론법 등을 강의, 대학 무용교육과 무용이론 형성과 예술, 학문으로서의 무용을 대중에게 인식시키는데 큰 역할을 남겼다. 1970년대 중반 학문적 토대가 미흡한 무용계의 풍토개선을 위해 <대한 무용학회>를 창립, 한국의 무용예술이 연구와 고증을 바탕으로 한 공연예술의 한 쟝르로 발전하는 기반을 마련한 것으로 평가되었다. 한국문화예술위원회 무용용어 제정 및 통일 위원을 지냈다. 중앙대학에서 무용개론, 이화여대 대학원에서 무용평론법을 강의했고 한양대학교양학부 조교수로 재직하였다. 1979년 태극출판사 발행 《대세계백과사전》(大世界百科事典) 예능편 무용개설과 <한국의 무용가> 부문을 집필하였다.
1981년 도미후, 한국무용의 고유한 예술성을 주류사회에 알린다는 취지로  <미주한국무용협회>를 창립, 공연, 세미나, 강습 등의 사업을 주관, 무용인들의 기술 연마와 2세들의 무용교육, 우리 춤의 세계화에 선구자적 역할을 하였으며 1984년 국립무용단의 LA 공연에 앞서 한국무용의 특징을 소개하는 글을 <LA 타임즈>지에 기고, 한국무용에 생소한 미국민들에게 우리 무용의 예술성, 세계성을 이해시키는데 기여했다. 1986년 <미주 이화공연예술 연구회>를 창립, 이민사회의 공연문화, 창작무대의 활성화를 위해 자전적 창작무용극  <누가 나를 만들었소?> 등을 공연, 창작활동이 전무하던 당시 한인 예술계에 커다란 반향을 불러 일으켰다.
1988년 <진달래 어린이무용단>을 창단, 비영리 어린이 무용학교 운영을 통한 2세들의 뿌리교육 실시했다. 해마다 <어린이 문화축전>을 개최하여 2세들에게 모국의 전통문화를 가르쳐 뿌리교육의 중요성을 인식시키는데 기여했다. 또한 <콩쥐 팥쥐>를 한인 이민사 최초로 무용극으로 각색, 어린이들을 대상으로 한 공연을 펼쳐 한인 어린이들에게 우리의 전통사상인 효 정신을 일깨워 주었으며 우리의 전통예절과 미풍양속을 주제로 한 창작무용극 <봄 여름 가을 그리고 겨울>을 제작 연출, 주류사회에 소개하여 타 민족들에게 한국의 아름다운 효정신을 소개하는데 공헌했다.
1985년 <미주한국예술문화단체총연합회>(약칭 미주예총)를 창립, 회원들의 예술활동을 지원, 척박한 문화계의 풍토개선과 활성화에 앞장섰으며 전통문화를 바탕으로 한 이민문화 정착에 주도적 역할을 했다. 한인문화계의 풍토를 바로잡고 전통문화를 제대로 이해하여 올바르게 계승, 발전시켜야 한다는 사명감 아래, 1985년부터 현재까지  <전통문화의 올바른 정립> 시리즈 행사를 62회째 지속적으로 주관해오고 있다.
김천흥, 한영숙, 강선영, 이매방, 김숙자, 김백봉, 육완순, 조흥동, 국수호, 배정혜 등 한국의 대표적 명무들의 이수자 및 전수자들의 모임인  <우리춤 보존회>를 창립, 명무 보존사업을 추진하며 우리 춤에 담겨있는 민족 정서를 고양시켰다. 주류사회를 대상으로 공연, 강습 및 세미나 등을 열어 그들에게 우리 춤을 배울 수 있는 기회를 제공하였고 한국춤의 깊이와 우수성을 새롭게 인식시캄과 동시에 한국춤의 세계화에 크게 기여한 것으로 평가받고 있다. 2006년 본국 대형급 무용가들을 대거 초청, 무용심포지움  <한국무용의 어제와 오늘>을 주최, 한국 무용예술의 다양성과 예술적 배경, 춤의 형성 과정과 역사 등을 밀도있게 고찰해보는 대규모 무용행사를 통해 한국무용의 전통성과 현대성을 종합적으로 분석, 검토하여 우리무용 안에서 세계성을 유출해 내고자 했다.
전통문화의 중요성에 대한 인식도가 낮은 이민사회의 전반적 경향에 대항, 문화적 경각심을 불러일으키는 문화비평을 꾸준히 기고, 본국의 관계부처, 한인사회의 지도자층 및 교민 대중들에게 전통문화의 보전 및 보급의 중요성을 새롭게 인식시키는데 크게 공헌하였으며 2013년 50년 평론활동을 정리한 <이병임 무용평론 자료집>을 출간, 영구소장용 한정판을 국립예술자료원, 국회도서관, 국립중앙도서관, LA한국문화원, 이화여대 중앙도서관, 한국현대무용진흥회에 기증되어 일반에 열람되고 있다.  이 책은 미주 한인이민사의 문화사적 자료로 인정되어 하버드, 스탠포드, 콜럼비아, USC, 토론토, 시카고대학 등의 도서관에 소장서로 비치되어 한국무용, 한국 문화예술 연구에 중요한 자료로 사용되고 있다.

## 저서
이병임 무용활동 및 평론 자료집(2013년)

## 참고자료
- 이세기의 인물탐구 (서울신문 1998년 8월 4일)
- “미주예총 재정립 위해 구원투수역 맡았죠”(한국일보 2015년 9월 30일)
- [특별기고] LA 무용계를 돌아보며 (1)
- [특별기고] LA 무용계를 돌아보며 (2)